# Raveniola mikhailovi
Espèce
Raveniola mikhailovi est une espèce d'araignées mygalomorphes de la famille des Nemesiidae.

## Distribution
Cette espèce est endémique de la province de Djalal-Abad au Kirghizistan,. Elle se rencontre dans les monts Chatkal.

## Description
Le mâle holotype mesure 12,30 mm et la femelle paratype 18,10 mm.

## Systématique et taxinomie
Cette espèce a été décrite par Zonstein en 2021.

## Étymologie
Cette espèce est nommée en l'honneur de Kirill G. Mikhailov.

## Publication originale
- Zonstein, 2021 : « A new species of Raveniola (Araneae, Nemesiidae) from Western Tien-Shan. » Zootaxa, no 5006(1), p. 208-212.